# Andreas Diefenbach (Künstler)
Andreas Diefenbach (* 1973 in Wiesbaden) ist ein deutscher Künstler (Malerei, Mixed Media, Objekte, Fotografie, Installationen sowie Musikprojekte).
Diefenbach studierte von 2001 bis 2006 an der Städelschule Frankfurt (bei Michael Krebber). 1998 war er Mitgründer von Hinterconti Hamburg.
Diefenbach lebt in Frankfurt am Main.

## Ausstellungen (Auswahl)
- 1999 Eröffnung von „reis experiment + hop“; Hinterconti, Hamburg; Ideenshop, Berlin
- 2001 Galerie 88, Hamburg; Gründung des Musikprojektes „Son of a son of a sheik“ – mit Marcel Petry
- 2003 Atelier Giovanna Sarti, Frankfurt
- 2004 Galerie Christian Nagel, Köln; Galerie Antik, Berlin, Die Blaue Kugel, Hamburg; European Kunsthalle Koeln
- 2005 Maes & Matthys Gallery, Antwerpen; Portikus, Frankfurt
- 2010 Galerie Fiebach, Minninger, Köln

## Werke in Öffentlichen Sammlungen
- Sammlung zeitgenössischer Kunst der Bundesrepublik Deutschland, Bonn